# Sabri Al-Haiki

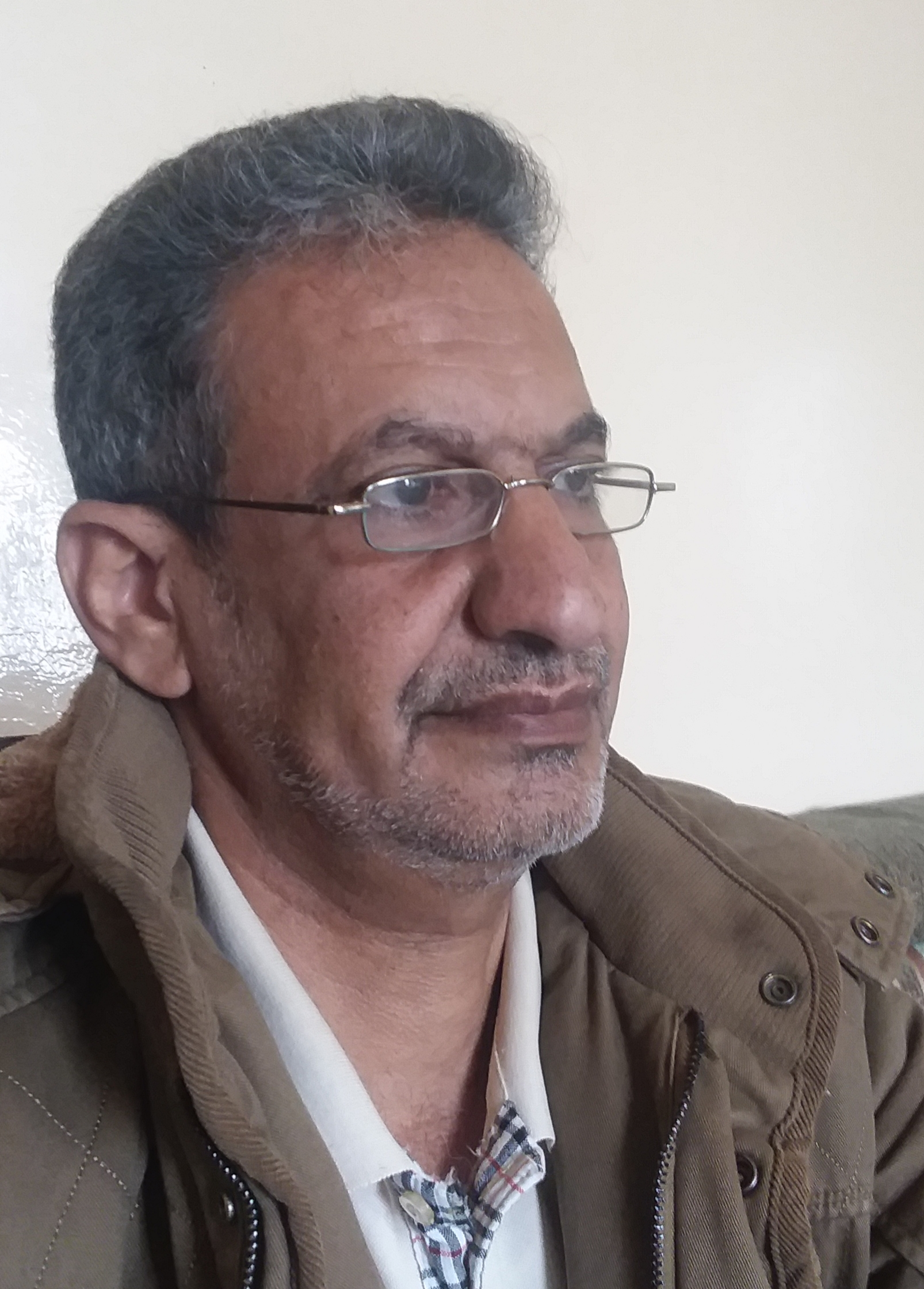
Sabri Al-Haiki, 2019

Sabri Al-Haiki (arabisch صبري الحيقي, DMG Ṣabrī al-Ḥayqī; * 25. Dezember 1961 in Akaba, Taiz, Jemen) ist ein jemenitischer Künstler, Dichter, Kritiker, Forscher und Autor.

## Biografie
Sabri al-Haiki begann seine literarische und künstlerische Laufbahn im Alter von ungefähr fünfzehn Jahren. 1985 erhielt er seinen Bachelor in den Fächern Kritik und Theaterliteratur am Höheren Institut für Schauspielkunst in Kuwait und 1995 ein Höheres Diplom in Öffentlicher Verwaltung vom Nationalen Institut für Verwaltungswissenschaften in Sana'a. Es folgte das Höhere Diplom für Schauspiel und Kritik (2002–2003) sowie anschließend der Master of Dramatic Arts an der Akademie der Künste in Kairo (2003–2006).
Er veröffentlichte seine poetischen Werke und kritischen Schriften in Zeitungen und Fachzeitschriften.
Er ist Gründungsmitglied der Modern Art Group,  Mitglied der jemenitischen Schriftstellervereinigung, Mitglied der Arabischen Schriftstellervereinigung und  Gründungsmitglied des Yemeni Artists.
Al-Haiki ist einer der Wegbereiter des jemenitischen Theaters und der erste Akademiker in dramatischer Kritik im Jemen. Das Kulturministerium verlieh ihm 2010 das Ehrenschild für die Pioniere des jemenitischen Theaters und einen Geldpreis.

## Auszeichnungen
- 1996: Distinguished Fine Art Award im ersten Forum der Schönen Künste, Sanaa, 1996.

## Veröffentlichungen (Auswahl)

### Studien
- Al-Haiki, Sabri. (2023). Ironie im Text. Annals of the arts and social sciences. Volume 44. Monograph 636. University of Kuwait.[4]
- Signal und Substitution in Textquellen, Sana'a, Ebadi Center for Studies and Publishing, 2008.[5]
- Die Ironie des jemenitischen Romans, Kritiker machen eine Welle zum Meer (in Zusammenarbeit mit einer Gruppe von Forschern), Sana'a, Yemeni Writers 'Union, 2008.
- Die Ironie in der Kunst des Künstlers: Naji Al-Ali (gemeinsam mit einer Gruppe von Forschern), Sana'a, Yemeni Studies and Research Center, 2008.

### Texte
- Zaid Al-Mushki (eine historische Geschichte für Jungen), über die Buchreihe der Kinder, Ministerium für Information und Kultur, Sana'a, 1983. (Roman).
- Gedichte in der Zeit des Chaos, 1985, Commercial Press, Kuwait. Poesie, 1990, Akrama Press, Syrien. (Poesie)[6]
- Fülle 1990, Akrama Press, Syrien. (Poesie).
- Der Hellseher 1992.
- Blätter der Biographie des Fülle. Roman. Journal of Wisdom No. 245–246. Jemenitische Schriftstellervereinigung. 2007.
- Teilnahme mit einer Gruppe arabischer und französischer Dichter an dem 1993 erschienenen Buch (auf Französisch: L'ivre Caravane, Paris, Sous le patronage de l’Unesco).[7]
- 2000, Poetic Anthology, in französischer Sprache, mit einigen Werken der belgischen Fotografin Isabelle Lotus: (Französisch: Yémen. Peuple des sables, Coll. L'Esprit des lieux)[8]

## Ausstellungen (Auswahl)
Al-Haiki nahm an zahlreichen Gruppenausstellungen im In- und Ausland teil. Zahlreiche seiner Gemälde befinden sich in privaten und öffentlichen Sammlungen, vor allem in europäischen Ländern.
- 1994: Ausstellung (Damon Hall), vom Kulturministerium in Sana'a gesponsert
- 1996: Ausstellung, Sana'a University
- 1997: Ausstellung, Kulturzentrum (Kulturministerium) Sana'a
- Die vierte Ausstellung, Mai 2023.